# Xã Cahokia, Quận Macoupin, Illinois
Xã Cahokia (tiếng Anh: Cahokia Township) là một xã thuộc quận Macoupin, tiểu bang Illinois, Hoa Kỳ. Năm 2010, dân số của xã này là 3.378 người.